# Froissy
Froissy ist eine französische Gemeinde mit 966 Einwohnern (Stand 1. Januar 2022) im Département Oise in der Region Hauts-de-France. Sie gehört zum Arrondissement Clermont, zur Communauté de communes de l’Oise Picarde und zum Kanton Saint-Just-en-Chaussée.

## Geographie
Die Gemeinde Froissy liegt rund 18 Kilometer nördlich von Beauvais. Zu der auf dem Plateau picard gelegenen Gemeinde gehören die Ortsteile Petit Froissy, Provinlieu und La Plaine. Im Westen der Gemeinde verläuft die Autoroute A16.

## Toponymie und Geschichte
Der 1130 Frissiacum genannte Ort kam 1132 an die Abtei Saint-Lucien. Die Herrschaft wurde 1633 zur Markgrafschaft erhoben. Von 1826 bis 1833 gehörte das südlich benachbarte Noirémont zur Gemeinde. Froissy besaß einen Bahnhof an der Mitte des 20. Jahrhunderts stillgelegten und abgebauten Meterbahnstrecke Estrées-Saint-Denis - Froissy – Crèvecœur-le-Grand.

## Bevölkerungsentwicklung
| Jahr                       | 1962 | 1968 | 1975 | 1982 | 1990 | 1999 | 2011 | 2021 |
| -------------------------- | ---- | ---- | ---- | ---- | ---- | ---- | ---- | ---- |
| Einwohner                  | 508  | 568  | 688  | 788  | 836  | 909  | 858  | 972  |
| Quellen: Cassini und INSEE |      |      |      |      |      |      |      |      |

## Sehenswürdigkeiten
- Kirche Notre-Dame-de-l'Assomption aus dem Jahr 1577 mit einem Relief der Verkündigung[1][2] (siehe auch: Liste der Monuments historiques in Froissy)
- Kapelle Saint-Sébastien in Provinlieu

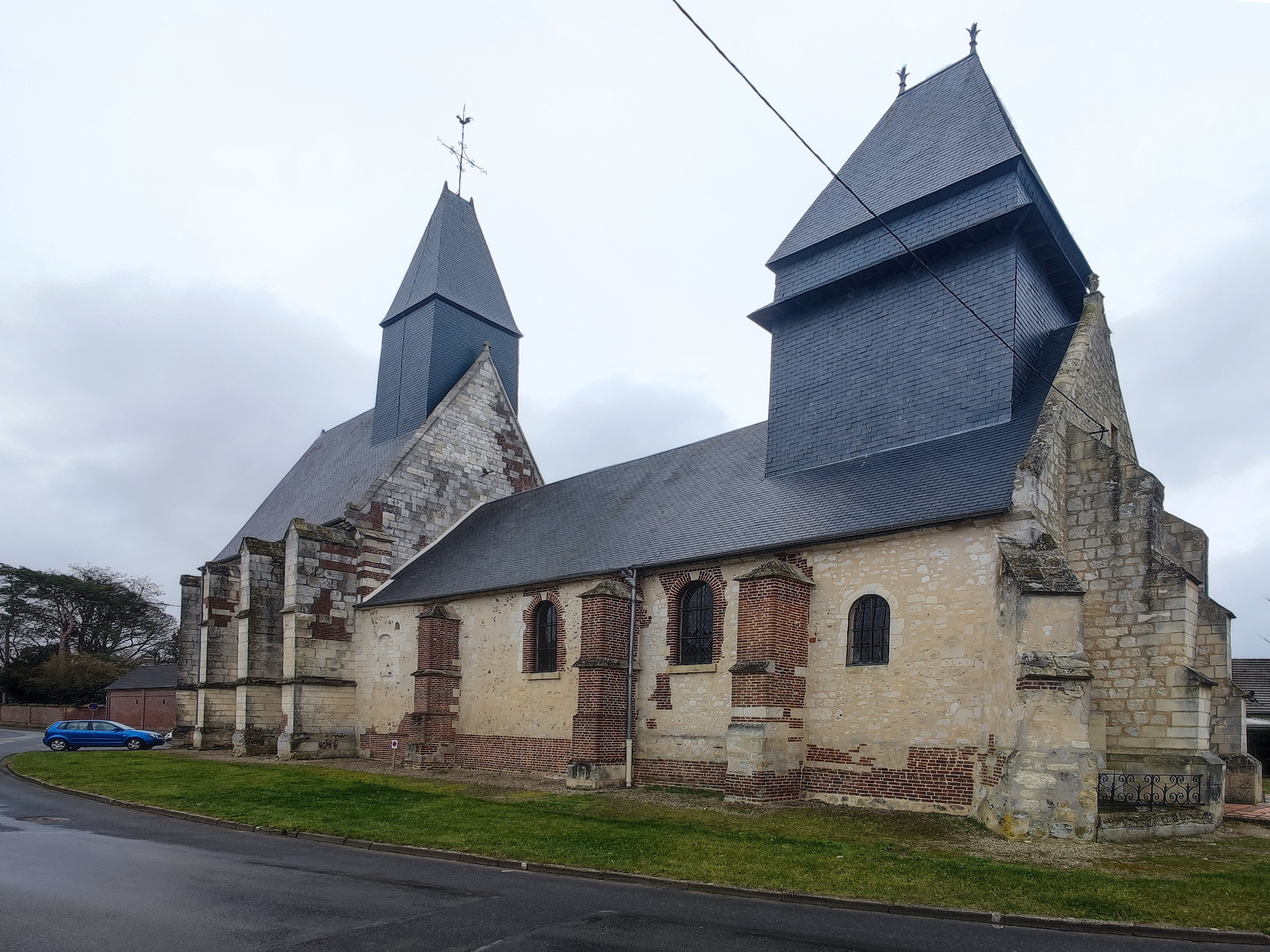
Kirche Notre-Dame
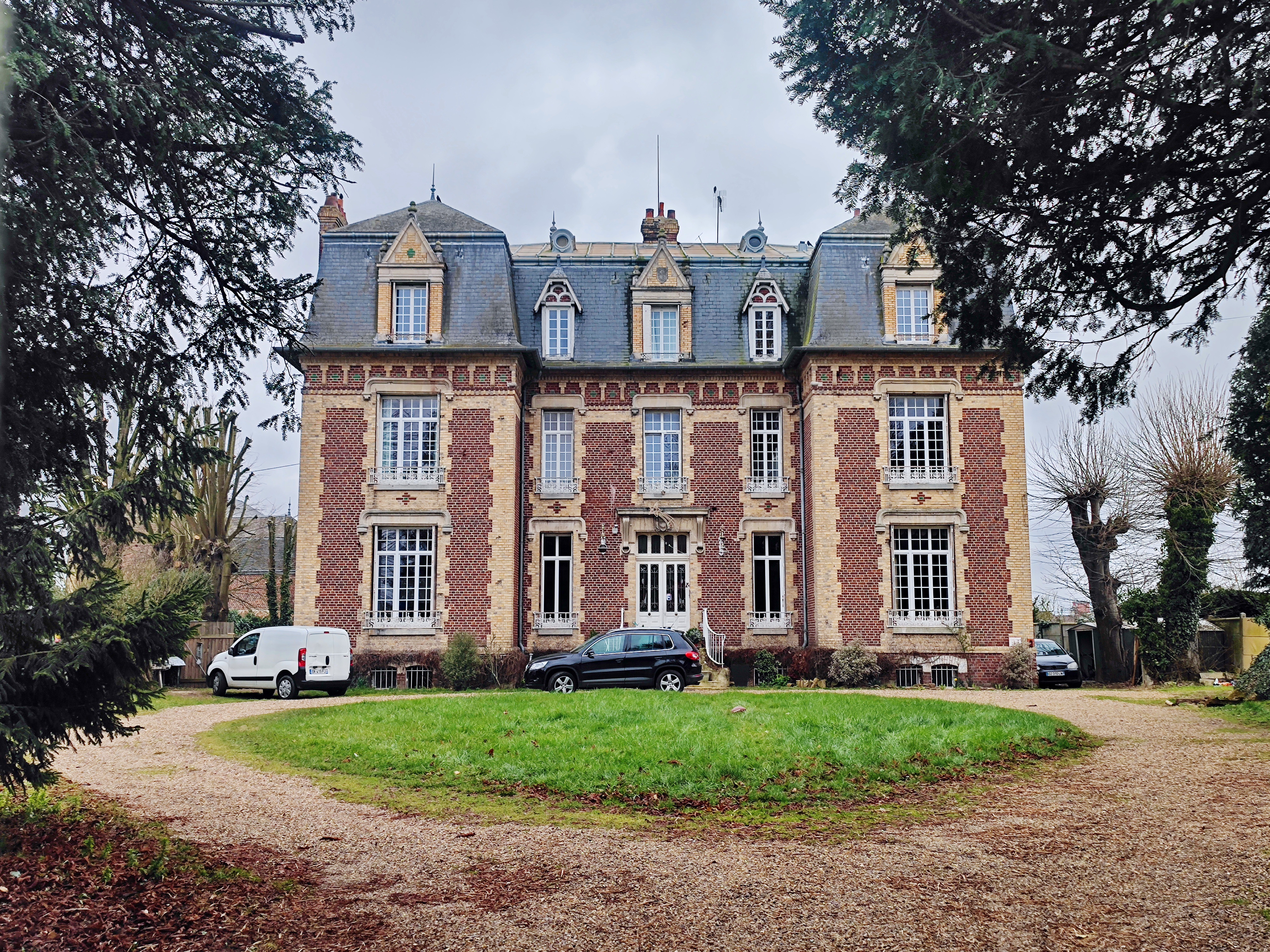
Villa in der Rue de Beauvais
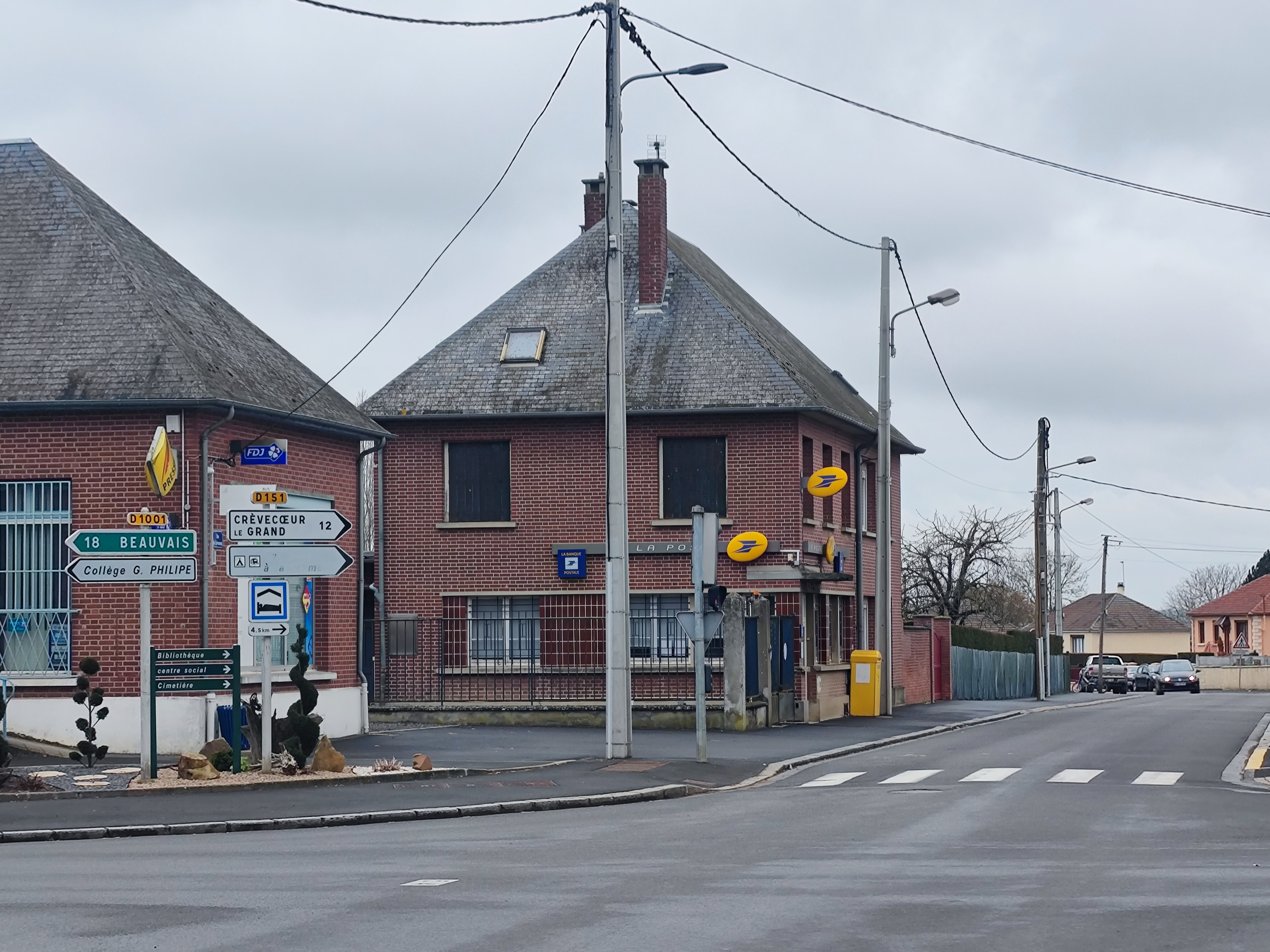
Postamt